# Perla Batalla

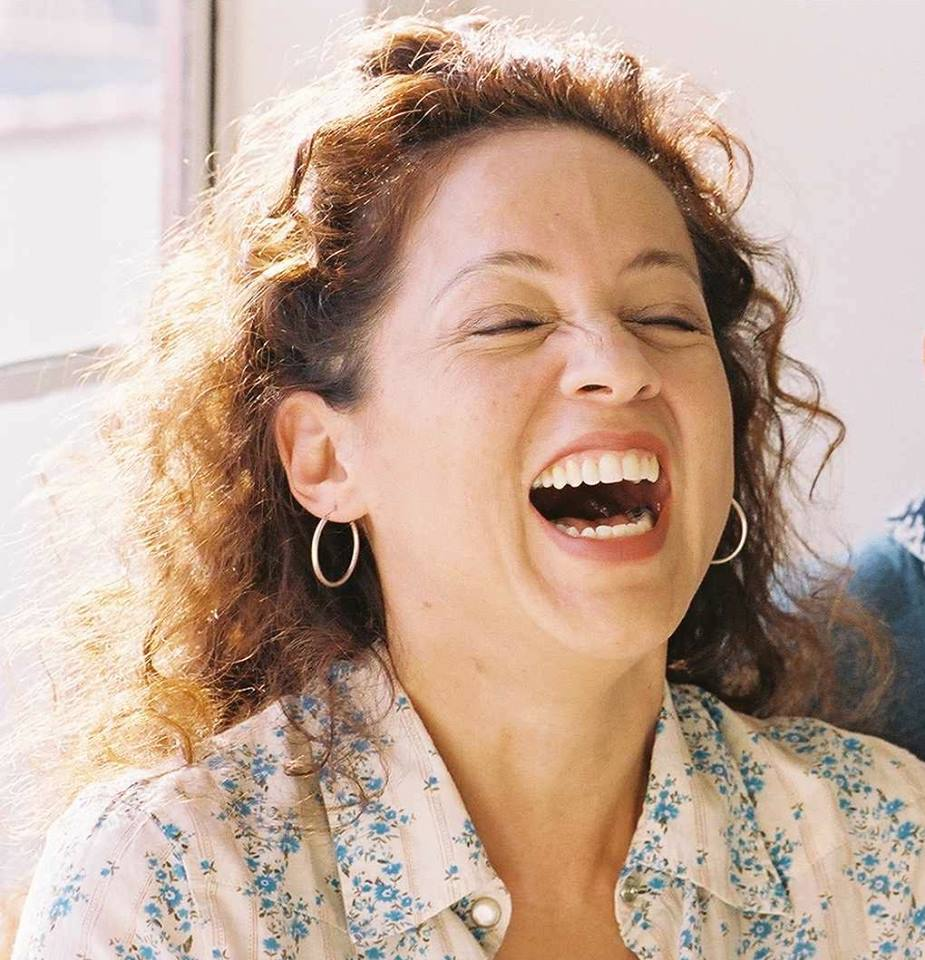
Perla Batalla

Perla Batalla (* 1964 in Los Angeles, Kalifornien) ist eine US-amerikanische Singer-Songwriterin mit mexikanischen Wurzeln.

## Leben
Perla Batallas Vater war ein mexikanischer Sänger und Diskjockey und ihre Eltern führten ein gutgehendes Musikgeschäft, in dem vorwiegend spanischsprachige Schallplatten verkauft wurden.
Zu Beginn ihrer Musikerkarriere trat Perla Batalla als Backgroundsängerin unter anderem von k.d. lang, den Gipsy Kings, Iggy Pop, Jennifer Warnes und Leonard Cohen auf. Mit Cohen arbeitete sie von 1988 bis 1993, bevor sie ihre Solokarriere begann.
Als Solokünstlerin profitierte sie von den Erfahrungen, die sie als Backgroundsängerin mit den verschiedenen Musikrichtungen gemacht hatte. Sang sie anfangs eher ruhige Balladen, erweiterte sie ihre Musik bald um Aspekte ihrer lateinamerikanischen Wurzeln, die ihren Stil rhythmischer und kraftvoller machten.

## Diskografie
- Perla Batalla (1994)
- Mestiza (1998)
- Heaven & Earth: The Mestiza Voyage (2000)
- Discoteca Batalla (2002)
- Gracias A La Vida (2004)
- Bird on the Wire - Songs of Leonard Cohen (2005)
- We Three Kings (2008)
- Love Bigger
- The Perla Collection – 76 Songs